# Kresimir Krnjevic
Krešimir Krnjevic est un neurophysiologiste et professeur québécois né le 7 septembre 1927 à Zagreb et mort le 16 avril 2021 à Montréal. Il est arrivé à Montréal en 1964.
Il possède un doctorat en médecine de l'Université d'Édimbourg et des stages postdoctoraux à l'Université de Washington, puis à l'Australian National University, suivis de cinq années à Cambridge.
Il est professeur physiologie depuis 1964 à l'Université McGill et a été promu professeur émérite en 2001.

## Distinctions
- 1975 - Membre de la Société royale du Canada
- 1984 - Prix Michel-Sarrazin de la Société canadienne de physiologie
- 1984 - Prix Gairdner international
- 1987 - Officier de l'ordre du Canada
- 1992 - Membre de l'Académie croate des sciences et des arts
- 1997 - Prix Wilder-Penfield